# Fort Rouillé
 (novembre 2023).
Si vous disposez d'ouvrages ou d'articles de référence ou si vous connaissez des sites web de qualité traitant du thème abordé ici, merci de compléter l'article en donnant les références utiles à sa vérifiabilité et en les liant à la section « Notes et références ».
Fort Rouillé ou Fort Toronto était un comptoir français situé à Toronto, en Ontario, qui fut érigé vers 1720 en l'honneur d'Antoine Louis Rouillé, ministre de la Marine et des Colonies. Le fort fut restauré en 1740 et servit jusqu'en 1759 date à laquelle il fut abandonné. 
Plusieurs cartes françaises et britanniques du XVIIIe siècle le désignaient sous le nom de Fort Toronto. Le site fait aujourd’hui partie de l’Exhibition Place, propriété de la ville de Toronto. Une rue porte également son nom. Située à environ 1 km au nord de l’emplacement du fort, elle s’étend de l’avenue Springhurst jusqu’à la voie ferrée, plus au sud.

## Histoire
C’est le marquis de La Jonquière, alors gouverneur de la Nouvelle-France, qui ordonna la construction du fort afin de renforcer la présence française dans la région et d’intercepter le commerce des Amérindiens qui se rendaient à un comptoir de fourrure britannique situé à l’emplacement actuel de la ville d’Oswego. Il s’agissait d’un petit fort entouré d’une palissade et comportant un bastion à chacune de ses quatre extrémités. Il comprenait cinq bâtiments principaux : un corps de garde, un entrepôt, une caserne, un atelier de forgeron et un logement pour les officiers. Un dessin censé dater de 1749 montre un fort adjacent au lac Ontario, alors qu’aujourd’hui l’emplacement est situé au sommet d’une petite colline et à environ cent mètres des berges actuelles du lac. 
En juillet 1759, la garnison française évacua et brûla le fort pour aller renforcer la défense de Québec assiégé par la flotte de Wolfe. Par la suite, les vestiges du fort demeurèrent intacts pendant de nombreuses années, jusqu’à ce que, en 1879, le sol soit nivelé et engazonné afin d’installer la cabane Scadding à proximité.

## Structure
Le fort était entouré d’un mur et comportait une entrée côté sud, face au lac Ontario, devant laquelle se trouvait également un chemin.
- La forge
- Les quartiers des soldats
- Les quartiers des officiers
- Le magasin
- La cuisine

## Monument Fort Rouillé

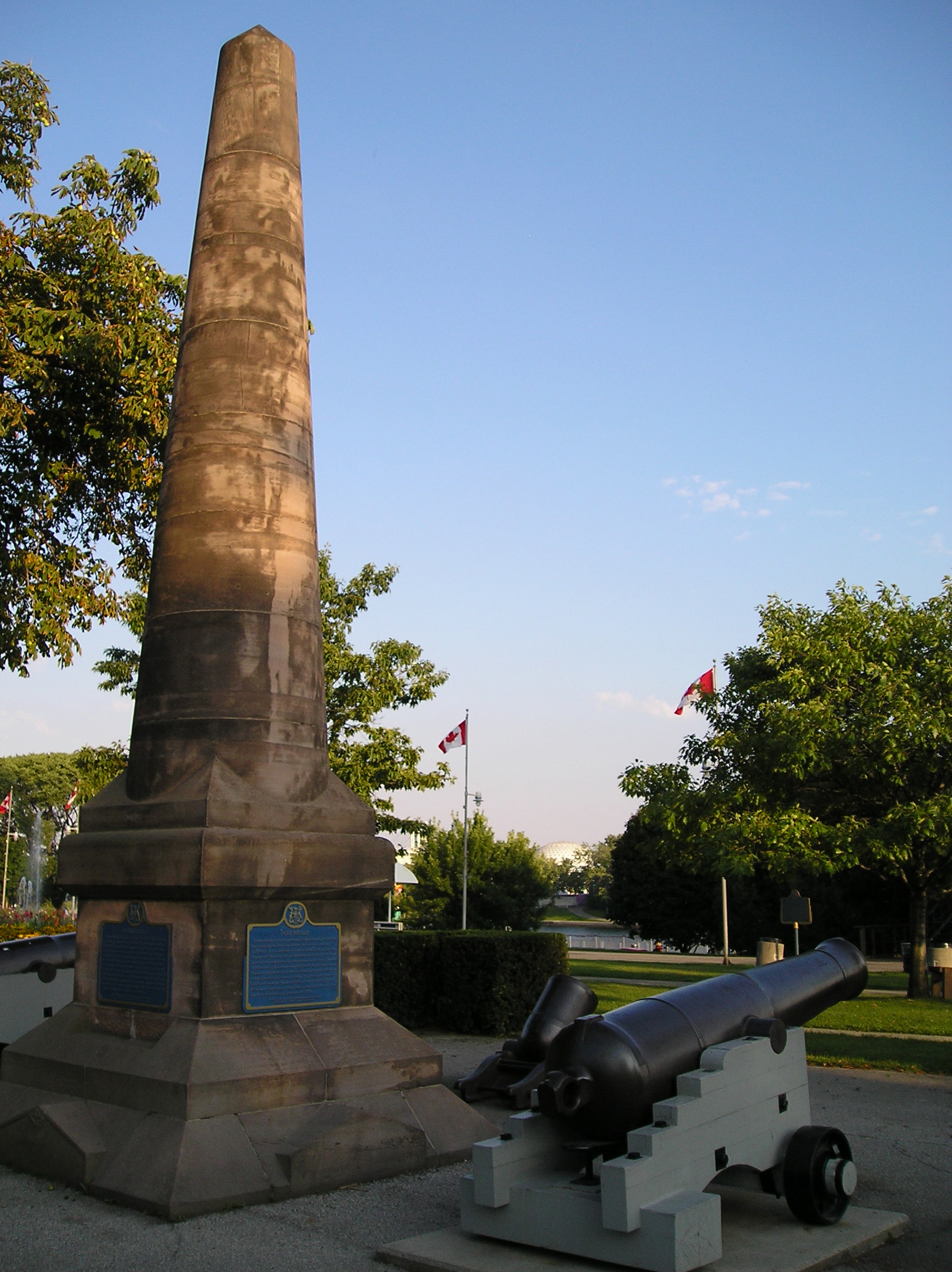
Le Monument Fort Rouillé à Exhibition Place

Aujourd’hui, un grand obélisque marque l’emplacement exact où fut érigé le fort français. 
Le sol fut creusé en 1979 et 1980 par le Toronto Historical Board, puis en 1982 par le comité des jeunes du Toronto Sesquicentennial Board. Par la suite, du béton fut disposé autour de l’obélisque afin d’indiquer le tracé exact du fort. Deux plaques commémoratives, l’une en anglais, l’autre en français, ont été apposées à la base de l’obélisque par la Fondation du patrimoine ontarien. Une troisième plaque a été apposée du côté nord afin de commémorer les excavations réalisées sur le site. Enfin, une quatrième plaque a été apposée afin de commémorer la visite de Bertrand Delanoë, maire de Paris, effectuée le 6 septembre 2003.
L’obélisque est entouré de deux canons et d’un mortier datant des années 1850. Ironie du sort, ils appartenaient aux Britanniques.